# Sakineh Mohammadi Ashtiani
Sakineh Mohammadi Ashtiani (* 1967; persisch سکينه محمدي آشتياني) ist eine iranische Frau aus Ost-Aserbaidschan, die im Iran wegen Ehebruchs und Beihilfe zur Ermordung ihres Ehemanns für schuldig befunden und zum Tod durch Steinigung verurteilt wurde. Ihre für Juli 2010 angesetzte Hinrichtung wurde nach internationalen Protesten zunächst ausgesetzt. Nach Angaben von Menschenrechtsaktivisten hat das Oberste Gericht in Teheran die Vollstreckung der Todesstrafe durch den Strang Anfang November 2010 genehmigt.
Eine am 9. Dezember 2010 gemeldete Freilassung wurde vom iranischen Sender Press TV auf seiner Internetseite dementiert. Am 17. Januar 2011 wurde von der Vorsitzenden des Menschenrechtsausschusses im iranischen Parlament, Sohre Elahian, mitgeteilt, dass aufgrund des Gnadengesuchs der Kinder von Frau Ashtiani die Strafe in eine zehnjährige Gefängnisstrafe umgewandelt worden sei.

## Erste Verurteilung
Sakineh Mohammadi Ashtianis Ehemann, Ebrahim Ghaderzadeh, starb 2005. Die örtliche Polizei behauptete, Ashtiani habe ihm ein Beruhigungsmittel verabreicht, bevor Issa Taheri, der Cousin Ebrahim Ghaderzadehs, ihn im Badezimmer mit einem tödlichen Stromstoß ermorden konnte. Issa Taheri hat den Mord gestanden und alle Schuld auf sich genommen.
Ashtiani wurde am 15. Mai 2006 von einem Gericht in Täbris verurteilt, nachdem sie, nach iranischem Recht, der „unerlaubten Beziehung“ mit zwei Männern (Ali und Nasser Nojoumi) für schuldig befunden wurde. Daraufhin wurde sie zu 99 Peitschenhieben verurteilt; diese Strafe wurde vollzogen.

## Zweiter Prozess
Im September 2006 wurde ihr Fall erneut aufgebracht, als vor einem Berufungsgericht gegen einen der beiden Männer wegen Beteiligung am Tode von Ashtianis Ehemann verhandelt wurde. Während dieses Prozesses zog Ashtiani das Geständnis zurück, das sie während der Verhöre vor Beginn des Verfahrens abgelegt hatte. Sie gab an, zu dem Geständnis gezwungen worden zu sein, und bestritt, dass sie Ehebruch begangen habe. Für zwei der fünf urteilenden Richter fehlte es für den Tatbestand des Ehebruchs an den nötigen Nachweisen, drei Richter urteilten nach einer Klausel im iranischen Strafrecht, welche „Erkenntnisse des Richters“ mitverwerten darf. Ashtiani wurde in diesem Prozess wegen Ehebruchs zum Tod durch Steinigung verurteilt.
Das iranische Oberste Gericht bestätigte das Todesurteil gegen sie am 27. Mai 2007. Die Kommission für Amnestien lehnte zwei Gnadengesuche ab, so dass nur eine Begnadigung durch Ayatollah Ali Khamenei die Hinrichtung hätte verhindern können. Der oberste Richter der Provinz Ost-Aserbaidschan, Malek Ajdar Sharifi, erklärte, die Strafe werde vorerst nicht vollzogen. Dabei sei das Urteil „endgültig und anzuwenden“, jedoch wegen „humanitärer Bedenken“ des obersten Richters des Landes erst einmal verschoben worden.
Die iranische Botschaft in London veröffentlichte am 8. Juli 2010 eine Erklärung, Ashtiani werde „gemäß Informationen der einschlägigen juristischen Einrichtungen im Iran nicht durch Steinigung hingerichtet werden“, was offenbar die Möglichkeit der Hinrichtung durch eine andere Methode offenlässt. Hinrichtungen im Iran werden üblicherweise durch Hängen vollzogen. Journalisten im Iran ist die Berichterstattung über den Fall verboten. Im Dezember 2011 deuteten die Justizbehörden an, das Todesurteil könne als Hängen ausgeführt werden.

## Proteste
Einer von ihren beiden Kindern gestarteten Kampagne gelang es, die sofortige Hinrichtung von Mohammadi Ashtiani im Juli 2010 zu verhindern. Das Todesurteil wurde jedoch nicht aufgehoben.
Gegen die Hinrichtungspläne gab es öffentliche Proteste in London und Washington, D.C. sowie in anderen Städten. Menschenrechtsgruppen wie Human Rights Watch und Amnesty International sowie viele westliche Politiker und Prominente forderten öffentlich, Ashtianis Hinrichtung zu stoppen.
Der brasilianische Präsident Luiz Inácio Lula da Silva bot anlässlich einer Wahlkampfrede am 2. August 2010 Sakineh Mohammadi Ashtiani Asyl an. In einer ersten Reaktion lehnte der Iran das Angebot ab. Ihr Anwalt Mohammed Mostafai ist, nachdem Ende Juli 2010 gegen ihn ein Haftbefehl erlassen wurde, über die Türkei nach Norwegen geflohen und bat dort um Asyl.
Mit verschiedenen Aufrufen und Internetseiten haben sich hunderttausende Menschen, darunter prominente Politiker, Künstler und Schauspieler, für Sakineh Ashtiani eingesetzt.

## Angebliche TV-Geständnisse
Am 9. August 2010 sendete das iranische Staatsfernsehen eine Aussage von Ashtiani, die als ihr Geständnis wiedergegeben wurde. Ihrem Anwalt Houtan Kian zufolge wurde diese Aussage durch zwei Tage lange Folter und Schläge erzwungen. Ein weiterer Anwalt Ashtianis erklärte nach seiner Flucht aus dem Iran nach Norwegen, seine Mandantin wolle mit dieser Äußerung ihr Leben retten. Amnesty International verurteilte das Vorgehen des Iran („Iran erfindet Verbrechen“). Das Internationale Komitee gegen Steinigung sagte, es sei „nicht das erste Mal, dass unschuldige Opfer im Fernsehen vorgeführt und dann auf der Grundlage der erzwungenen Geständnisse verurteilt werden“.
In einem Fernsehauftritt am 15. September 2010 hatte Ashtiani die Angabe, ihr Geständnis sei durch Folter erzwungen worden, bestritten; ihre Kinder und ihr Anwalt Kian halten auch dieses Interview für erzwungen. Kian wurde am 10. Oktober 2010 gemeinsam mit Ashtianis Sohn Sajjad Ghaderzadeh und zwei deutschen Journalisten verhaftet.
In einem weiteren Fernsehauftritt, gesendet am 15. November 2010, soll sich Ashtiani als „Sünderin“ bezeichnet haben. Ihr Gesicht war dabei unkenntlich und das, was sie sagte, nach Angaben des staatlichen Fernsehens, simultan von aserbaidschanischem Türkisch in Farsi übersetzt worden.
Anfang Dezember 2010 wurde Ashtiani gezwungen, die Ermordung ihres Mannes szenisch nachzustellen. Dabei wurde sie gefilmt; der Film wurde im iranischen Staatsfernsehen ausgestrahlt. Diese Inszenierung löste weltweit erneut Empörung aus.
Auf einer Pressekonferenz am 2. Januar 2011 sprach Ashtiani vor ausländischen Journalisten in der nordwestiranischen Stadt Täbris. Dabei gab sie vor, aus eigenem Willen vor die Kameras zu treten, „um zu der Welt zu sprechen“. Sie wolle reden, weil viele Menschen ihren Fall „ausgebeutet und behauptet hätten, sie sei gefoltert worden, was eine Lüge ist.“ Sie wolle „diejenigen verklagen, die Schande über mich und das Land gebracht haben.“ Beobachter gehen davon aus, dass die Verurteilte zu diesen Äußerungen genötigt wurde oder zumindest hoffte, dadurch Einfluss auf die iranische Justiz zu nehmen, um die Vollstreckung ihres Urteils abzuwenden.

## Festnahme von deutschen Journalisten
Zwei Reporter der Bild am Sonntag, Marcus Hellwig und Jens Koch, wurden am 10. Oktober 2010, einen Tag nach ihrer Einreise in den Iran (ohne offizielle Akkreditierung) von den Sicherheitsbehörden festgenommen. Sie hatten versucht, in der iranischen Provinz Aserbaidschan den Sohn und den Anwalt von Sakineh Mohammadi Ashtiani zu interviewen. Ihre Kontaktperson, die auch das Interview über das Telefon übersetzen sollte, war die in Köln lebende Menschenrechtlerin Mina Ahadi. Der iranische Justizsprecher Malek Ajdar Scharifi sagte nach Angaben der iranischen Nachrichtenagentur Fars: „Die Deutschen kamen mit Touristenvisa in den Iran, aber ihre Aktivitäten hier haben gezeigt, dass ihr Ziel Spionage und die Übermittlung von Informationen war, und dies ist bewiesen worden.“ Bei einer Verurteilung wegen Spionage drohen in Iran hohe Haftstrafen. Das iranische Fernsehen hatte am 16. November ein Interview mit den festgenommenen deutschen Journalisten und Sakineh Mohammadi Ashtiani gezeigt, in dem alle drei Fehler einräumten. Unklar ist allerdings, wie freiwillig diese Äußerungen getroffen wurden. Die Nachrichtenagentur Reuters meldete am 16. November, dass Iran gegen die festgenommenen Reporter offiziell den Vorwurf der Spionage erhoben habe.
Die Bundesregierung bemühte sich auf diplomatischen Kanälen um die Freilassung der beiden Journalisten. Sie wurden schließlich am 19. Februar 2011 freigelassen und trafen begleitet vom damaligen Bundesaußenminister Guido Westerwelle wieder in Deutschland ein.